# Люцайн
Люцайн (нім. Luzein) — громада  в Швейцарії в кантоні Граубюнден, регіон Преттігау/Давос.

## Географія
Громада розташована на відстані близько 180 км на схід від Берна, 20 км на північний схід від Кура.
Люцайн має площу 83,9 км², з яких на 1,9% дозволяється будівництво (житлове та будівництво доріг), 47,1% використовуються в сільськогосподарських цілях, 25% зайнято лісами, 26,1% не є продуктивними (річки, льодовики або гори).

## Демографія
2019 року в громаді мешкало 1591 особа (+1,7% порівняно з 2010 роком), іноземців було 7,6%. Густота населення становила 19 осіб/км².
За віковим діапазоном населення розподілялося таким чином: 20,4% — особи молодші 20 років, 55,8% — особи у віці 20—64 років, 23,8% — особи у віці 65 років та старші. Було 668 помешкань (у середньому 2,4 особи в помешканні).
Із загальної кількості 457 працюючих 165 було зайнятих в первинному секторі, 105 — в обробній промисловості, 187 — в галузі послуг.